# Wrzoski (województwo mazowieckie)
Wrzoski – wieś w Polsce położona w województwie mazowieckim, w powiecie węgrowskim, w gminie Miedzna. Ma status sołectwa.
W latach 1975–1998 miejscowość należała administracyjnie do województwa siedleckiego. 
Wierni Kościoła rzymskokatolickiego należą do parafii Zwiastowania Najświętszej Maryi Panny w Miedznie.

## Historia
Najstarszy zapis wspominający o wsi Wrzoski pochodzi z 1450 roku. W 1473 i 1475 roku wymieniony został Michał z Wrzosków. W 1473 roku odnotowano Mikołaja Wrzosek z żoną Małgorzatą. Kolejnym znanym z imienia Wrzoskiem jest Dersław (1485-1533) syn Stanisława. 
Wrzoskowie bardzo szybko rozradzali się i osiedlali się w innych wsiach i innych parafiach.
W 1547 roku, za Zygmunta Augusta, pomierzono obszary poszczególnych wsi sporządzono urzędową taryfę podatkową na potrzeby wojenne. Należące wówczas do parafii Skibniew Wrzoski miały 20 włók, z których mieszkańcy płacili 10 złotych polskich podatku. 